# 部分熔融
部分熔融（英語：partial melting）
指的是岩石在变壓升温过程中，易溶礦物首先熔融成为液相，难熔礦物則残留于固相。
地幔中的岩石經由升高溫度、降低压力或添加挥发物即可被部分熔融。 
升高溫度一般認爲由於地心熱流上升導致局部地熱梯度增高，造成地幔部分熔融，例如地球熱點（英語：hotspot(geology)）。在等溫下降低压力也能造成部分熔融。列如地幔中的岩石在絕緣溫度下被擡升到地殼，最常見的是由於添加挥发物而造成的部分熔融。挥发物能降低地幔中的岩石的熔融溫度。
大洋板块上的海洋沉積物含大量的挥发物（水、二氧化碳），因此在俯冲带，地幔被部分熔融，形成岩漿，上升而成火山弧。